# Калиновка (Родионово-Несветайский район)
Калиновка — хутор в Родионово-Несветайском районе Ростовской области.
Входит в состав Родионово-Несветайского сельского поселения.

## География
На хуторе имеется одна улица — Центральная.

## Население
| 2010 |
| ---- |
| 2    |